# 티서우이바로시구

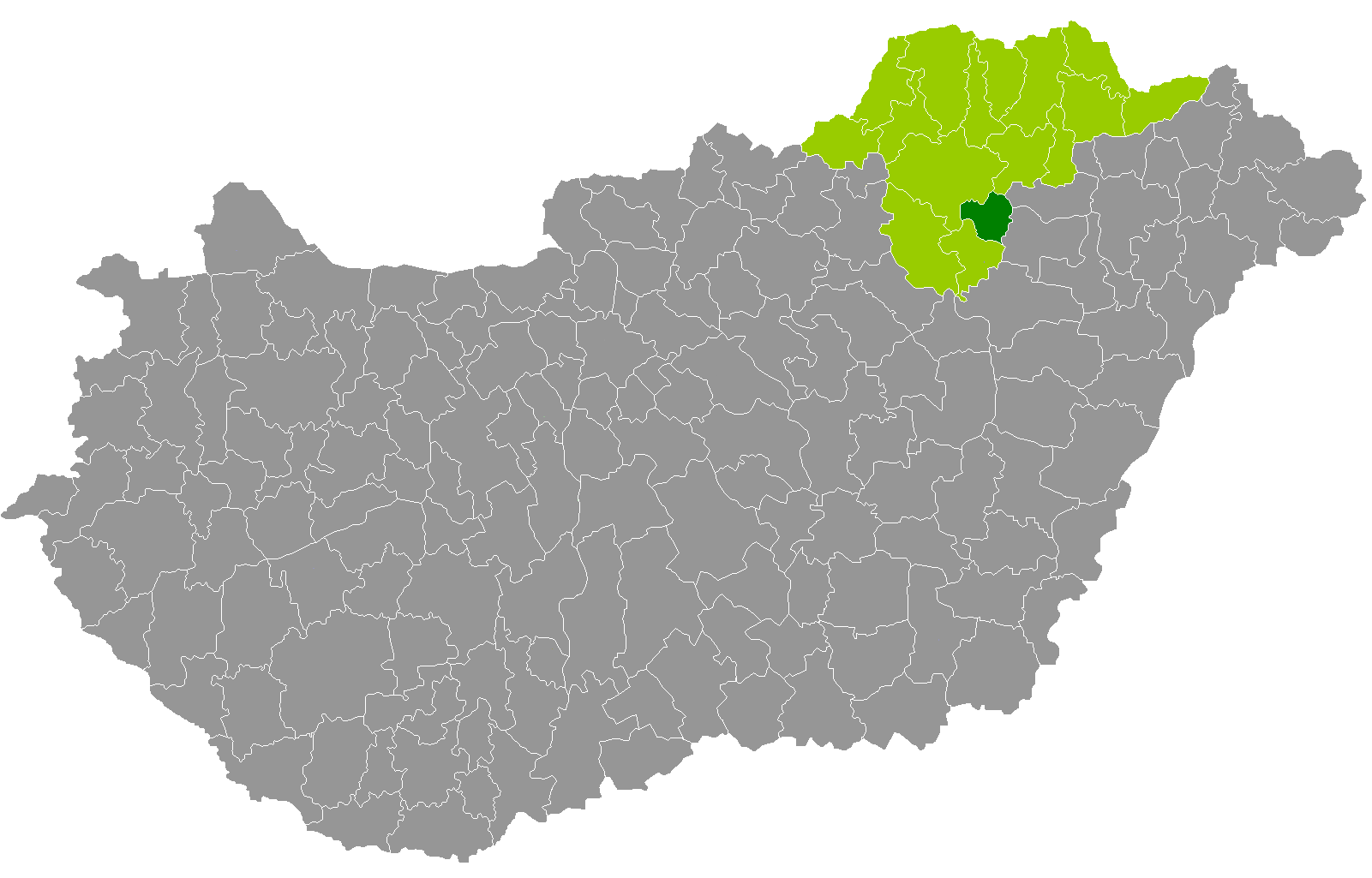
보르쇼드어버우이젬플렌주 지도에 표시된 티서우이바로시구의 위치

티서우이바로시구(헝가리어: Tiszaújvárosi járás)는 헝가리 보르쇼드어버우이젬플렌주에 위치한 구로 구청 소재지는 티서우이바로시이며 면적은 248.87km2, 인구는 31,842명(2011년 기준), 인구 밀도는 128명/km2이다.
북동쪽으로는 세렌치구, 동쪽으로는 서볼치서트마르베레그주 티서버슈바리구, 허이두비허르주 허이두나나시구, 남쪽으로는 메죄차트구, 북서쪽으로는 미슈콜츠구와 접한다. 16개 지방 자치체(1개 시, 15개 마을)를 관할한다.

구 문장